# Valzer (film)
Valzer (slovensko: : Valček) je italijanski dramski film iz leta 2007, ki ga je režiral in zanj scenarij napisal Salvatore Maira, v glavnih vlogah pa nastopajo Maurizio Micheli, Valeria Solarino in Benedicta Boccoli.
Film je bil premierno prikazan leta 2007, na 64-tem Beneškem filmskem festivalu.

## Vsebina
Assunta je deklica, ki dela v hotelu, kjer ima težave s skupino voditeljev nogometne zveze. Iz zapora se vrne njen bivši prijatelj, oče Lucije, kar situacijo še bolj zaplete. V njunem prijateljskem odnosu nato vsi udeleženi najdejo tolažbo in upanje za prihodnost.

## Vloge
- Maurizio Micheli: Lucijin oče
- Valeria Solarino: Assunta
- Marina Rocco: Lucia
- Graziano Piazza: Lucijin šef
- Eugenio Allegri: profesor
- Zaira Berrazouga: Fatima
- Cristina Serafini: mladi šef
- Giuseppe Moretti: Vittorio
- Francesco Feletti: šefov pomočnik
- Francesco Cordio: mladi trener
- Benedicta Boccoli: Maria
- Rosaria Russo: dama iz hamama